# Кастийи
Кастийи́ (фр. Castilly) — коммуна во Франции, находится в регионе Нижняя Нормандия. Департамент коммуны — Кальвадос. Входит в состав кантона Изиньи-сюр-Мер. Округ коммуны — Байё.
Код INSEE коммуны — 14142.

## Население
Население коммуны на 2010 год составляло 287 человек.
| 1962 | 1968 | 1975 | 1982 | 1990 | 1999 | 2010 |
| ---- | ---- | ---- | ---- | ---- | ---- | ---- |
| 479  | 468  | 416  | 343  | 263  | 249  | 287  |

## Экономика
В 2010 году среди 173 человек трудоспособного возраста (15—64 лет) 129 были экономически активными, 44 — неактивными (показатель активности — 74,6 %, в 1999 году было 63,0 %). Из 129 активных жителей работали 118 человек (68 мужчин и 50 женщин), безработных было 11 (4 мужчины и 7 женщин). Среди 44 неактивных 13 человек были учениками или студентами, 23 — пенсионерами, 8 были неактивными по другим причинам.